# Lituanie au Concours Eurovision de la chanson 2016
La Lituanie a confirmé sa participation au Concours Eurovision de la chanson 2016 à Stockholm en Suède le 13 juillet 2015. Le pays est représenté par Donny Montell et sa chanson I've Been Waiting for This Night, sélectionnées via l'émission Eurovizijos 2016.

## Sélection
L'Eurovizijos 2016 consiste en plusieurs soirées, dont une demi-finale et une finale qui se déroulera le 12 mars 2016, à l'issue de laquelle l'artiste et la chanson gagnant(e) représenteront la Lituanie à l'Eurovision 2016. 
LRT a, pour 2016, modifié son principe de sélection. La chaîne organise ainsi, dans un premier temps, sa sélection en deux catégories : l'une pour les artistes se présentant avec une chanson à présenter à l'Eurovision et ceux n'ayant pas de chanson — ces derniers choisiront une chanson parmi les chansons sans chanteur reçues par LRT —. Les artistes de cette dernière catégorie pourront se voir attribuer une chanson pendant la sélection. 
Lors de la demi-finale, les deux catégories seront réunies et chaque artiste aura alors une chanson.
Un total de 28 artistes ont été sélectionnés par la chaîne pour cette finale nationale.
Cette sélection voit le retour de deux artistes notables ayant concouru pour le pays à l'Eurovision : Erica Jennings qui représenta la Lituanie à l'Eurovision 2001 avec le groupe SKAMP ainsi que Donny Montell à l'Eurovision 2012.

### Chansons
Un total de 28 artistes et chansons sélectionnées et se présentent ainsi :
| Artiste                  | Chanson                              | Traduction                       |
| ------------------------ | ------------------------------------ | -------------------------------- |
| 4 Roses                  | Butterfly                            | Papillon                         |
| Aistė Pilvelytė          | You Can't Leave Me Now               | Tu ne peux me laisser maintenant |
| Alice Way                | Hero                                 | Héros                            |
| Baiba Skurstenė-Serdiukė | Mayday                               | -                                |
| Behind the Moon          | Did It All                           | Faites-le tous                   |
| Berta Timinskaitė        | Stars in a Rainbow                   | Étoiles dans un arc-en-ciel      |
| Catrinah                 | Be Free                              | Sois libre                       |
| Deividas Žygas           | Survivors                            | Survivants                       |
| Donny Montell            | I've Been Waiting For This Night     | J'ai attendu cette nuit-là       |
| Dovydas Petrošius        | Starlight                            | Lumière d'étoile                 |
| E.G.O                    | Long Way From Home                   | Un long chemin depuis la maison  |
| Eglė Jakštytė            | Leisk dar būti (version lituanienne) | Laisse-moi être                  |
| Eglė Jakštytė            | Let me show you (version anglaise)   | Laisse-moi te montrer            |
| Elena Jurgaitytė         | I won't come back                    | Je ne reviendrais pas            |
| Erica Jennings           | Leading Me Home                      | Emmène-moi à la maison           |
| Evelyn Joyce             | When it Sings                        | Quand ça chante                  |
| Ieva Zasimauskaitė       | Life (Not that beautiful)            | Vie (Pas si belle)               |
| Ištvan Kvik & Ellada     | Please Don't Cry                     | S'il-te plaît ne pleure pas      |
| Jurgis Brūzga            | Hold On                              | -                                |
| Lawreigna                | Falling                              | Tombant                          |
| Milda Martinkėnaitė      | If Tomorrow Never Comes              | Si demain ne vient jamais        |
| Neringa Šiaudikytė       | Never Knew Love                      | Jamais connu l'amour             |
| Petunija                 | Tomorrow                             | Demain                           |
| Ruslanas Kirilkinas      | In My World                          | Dans mon monde                   |
| Rūta Ščiogolevaitė       | United                               | Unis                             |
| Saulenė Chlevickaitė     | Strong                               | Fort                             |
| Ugne Smile               | You Don't Know                       | Tu ne sais pas                   |
| Valdas Lacko             | Stay Tonight                         | Reste ce soir                    |
| Vlad Max                 | Don't wanna let go                   | Ne pas vouloir laisser           |

### Émissions

#### Émission 1 (9 janvier 2016)
La première émission constituant cette sélection nationale présentera les artistes ayant déjà proposé leur chanson. Cette émission est filmée le 5 janvier 2016. Les membres du jury lituanien sont Darius Užkuraitis, Donatas Ulvydas, Ramūnas Zilnys et Dalia Michelevičiūtė. Le jury international sera composé de Peter Freudenthaler, Denis Ingoldsby et Dave Holmes. 5 chansons seront sélectionnées pour la suite de la compétition tandis que 3 d'entre elles seront éliminées. 
| Ordre | Artiste           | Chanson                          | Jury           | Jury               | Jury  | Jury   | Télévote | Télévote | Total | Place |
| Ordre | Artiste           | Chanson                          | Jury lituanien | Jury international | Total | Points | Voix     | Points   | Total | Place |
| ----- | ----------------- | -------------------------------- | -------------- | ------------------ | ----- | ------ | -------- | -------- | ----- | ----- |
| 1     | Alice Way         | Hero                             | 8              | 5                  | 13    | 7      | 343      | 6        | 13    | 5     |
| 2     | Dovydas Petrošius | Starlight                        | 5              | 6                  | 11    | 7      | 308      | 5        | 12    | 6     |
| 3     | Behind the Moon   | Did It All                       | 7              | 8                  | 15    | 10     | 357      | 7        | 17    | 4     |
| 4     | Erica Jennings    | Leading Me Home                  | 12             | 10                 | 22    | 12     | 720      | 8        | 20    | 2     |
| 5     | Elena Jurgaitytė  | I Won't Come Back                | 4              | 4                  | 8     | 6      | 237      | 4        | 10    | 7     |
| 6     | Vlad Max          | Don't Wanna Let It Go            | 3              | 3                  | 6     | 5      | 109      | 3        | 8     | 8     |
| 7     | Petunija          | Tomorrow                         | 6              | 7                  | 13    | 8      | 794      | 10       | 18    | 3     |
| 8     | Donny Montell     | I've Been Waiting for This Night | 10             | 12                 | 22    | 12     | 1 418    | 12       | 24    | 1     |

#### Émission 2 (16 janvier 2016)
La deuxième émission constituant cette sélection nationale présentera les artistes ayant déjà proposés leur chanson. Cette émission est filmée le 6 janvier 2016. Les membres du jury lituanien sont Darius Užkuraitis, Nomeda Kazlaus, Ramūnas Zilnys et Vaidas Baumila. Le jury international sera composé de Peter Freudenthaler, Syron et Karl Frierson. 5 chansons seront sélectionnées pour la suite de la compétition tandis que 3 d'entre elles seront éliminées.
| Ordre | Artiste              | Chanson          | Jury           | Jury               | Jury  | Jury   | Télévote | Télévote | Total | Place |
| Ordre | Artiste              | Chanson          | Jury lituanien | Jury international | Total | Points | Voix     | Points   | Total | Place |
| ----- | -------------------- | ---------------- | -------------- | ------------------ | ----- | ------ | -------- | -------- | ----- | ----- |
| 1     | Jurgis Brūzga        | GoOne            | 8              | 4                  | 12    | 4      | 506      | 5        | 11    | 6     |
| 2     | Ugne Smile           | You Don't Know   | 4              | 6                  | 10    | 6      | 145      | 3        | 8     | 8     |
| 3     | Lawreigna            | Falling          | 5              | 5                  | 10    | 5      | 153      | 4        | 9     | 7     |
| 4     | Ištvan Kvik & Ellada | Please Don't Cry | 7              | 6                  | 13    | 6      | 1 004    | 10       | 17    | 2     |
| 5     | Catrinah             | Be Free          | 10             | 7                  | 17    | 7      | 898      | 7        | 17    | 3     |
| 6     | Eglė Jakštytė        | Leisk dar būti   | 6              | 8                  | 14    | 8      | 636      | 6        | 14    | 5     |
| 7     | Valdas Lacko         | Stay Tonight     | 3              | 10                 | 13    | 10     | 945      | 8        | 15    | 4     |
| 8     | Rūta Ščiogolevaitė   | United           | 12             | 12                 | 24    | 12     | 2 139    | 12       | 24    | 1     |

#### Émission 3 (23 janvier 2016)
La troisième émission constituant cette sélection nationale présentera les artistes n'ayant pas proposés de chansons lorsqu'ils ont choisi de concourir. Les artistes ont été associés à différentes chansons que la chaîne lituanienne avait reçu durant la période de soumission des chansons. Cette émission est filmée le 19 janvier 2016. Les membres du jury lituanien sont Darius Užkuraitis, Nomeda Kazlaus, Ramūnas Zilnys et Laima Lapkauskaité. Le jury international sera composé de Vanessa Lancaster, Dave Holmes, Denis Ingoldsby. 10 chansons seront qualifiées tandis que 2 d'entre elles seront éliminées.
| Ordre | Artiste              | Chanson                   | Jury           | Jury               | Jury  | Jury   | Télévote | Télévote | Total | Place |
| Ordre | Artiste              | Chanson                   | Jury lituanien | Jury international | Total | Points | Voix     | Points   | Total | Place |
| ----- | -------------------- | ------------------------- | -------------- | ------------------ | ----- | ------ | -------- | -------- | ----- | ----- |
| 1     | Ieva Zasimauskaitė   | Life (Not That Beautiful) | 6              | 12                 | 18    | 10     | 463      | 5        | 15    | 3     |
| 2     | Baiba                | Mayday                    | 4              | 3                  | 7     | 3      | 180      | 1        | 4     | 10    |
| 3     | Evelina Jocytė       | When it Sings             | 4              | 0                  | 4     | 2      | 160      | 0        | 2     | 11    |
| 4     | E.G.O.               | Long Way From Home        | 2              | 8                  | 10    | 5      | 303      | 3        | 8     | 9     |
| 5     | Berta Timinskaitė    | Stars in a Rainbow        | 5              | 6                  | 11    | 6      | 464      | 6        | 12    | 5     |
| 6     | Deividas Žygas       | Survivors                 | 0              | 0                  | 0     | 0      | 98       | 0        | 0     | 12    |
| 7     | Neringa Šiaudikytė   | Never Knew Love           | 8              | 4                  | 12    | 7      | 204      | 2        | 9     | 8     |
| 8     | 4 Roses              | Butterfly                 | 1              | 10                 | 11    | 6      | 457      | 4        | 10    | 7     |
| 9     | Saulenė Chlevickaitė | Strong                    | 3              | 6                  | 9     | 4      | 712      | 7        | 11    | 6     |
| 10    | Milda Martinkėnaitė  | If Tomorrow Never Comes   | 7              | 4                  | 11    | 6      | 895      | 8        | 14    | 4     |
| 11    | Ruslanas Kirilkinas  | In My World               | 10             | 5                  | 15    | 8      | 1 112    | 10       | 18    | 2     |
| 12    | Aistė Pilvelytė      | You Bet                   | 12             | 7                  | 19    | 12     | 1 819    | 12       | 24    | 1     |

#### Émission 4 (30 janvier 2016)
La quatrième émission constituant cette sélection nationale présentera les artistes ayant déjà proposés leur chanson. Les dix chansons encore en lice seront en compétition. Cette émission est filmée le 26 janvier 2016. Les membres du jury lituanien sont Darius Užkuraitis, Nomeda Kazlaus, Ramūnas Zilnys et Kazimieras Šiaulys. Les membres du jury international sont Peter Freudenthaler, Syron et Karl Frierson. 8 chansons seront qualifiées tandis que les 2 dernières seront éliminées.
| Ordre | Artiste              | Chanson                          | Jury           | Jury               | Jury  | Jury   | Télévote | Télévote | Total | Place |
| Ordre | Artiste              | Chanson                          | Jury lituanien | Jury international | Total | Points | Voix     | Points   | Total | Place |
| ----- | -------------------- | -------------------------------- | -------------- | ------------------ | ----- | ------ | -------- | -------- | ----- | ----- |
| 1     | Cathrina             | Be Free                          | 6              | 8                  | 14    | 7      | 1 293    | 7        | 14    | 4     |
| 2     | Erica Jennings       | Leading Me Home                  | 10             | 7                  | 17    | 8      | 1 340    | 8        | 16    | 3     |
| 3     | Behind the Moon      | Did It All                       | 5              | 3                  | 8     | 4      | 298      | 2        | 6     | 9     |
| 4     | Alice Way            | Hero                             | 4              | 2                  | 6     | 3      | 228      | 1        | 4     | 10    |
| 5     | Rūta Ščiogolevaitė   | United                           | 12             | 10                 | 22    | 10     | 1 838    | 12       | 22    | 2     |
| 6     | Valdas Lacko         | Stay Tonight                     | 5              | 5                  | 10    | 5      | 990      | 6        | 11    | 6     |
| 7     | Petunija             | Tomorrow                         | 5              | 6                  | 11    | 6      | 453      | 3        | 9     | 8     |
| 8     | Donny Montell        | I've Been Waiting for This Night | 12             | 12                 | 24    | 12     | 1 578    | 10       | 22    | 1     |
| 9     | Eglė Jakštytė        | Let Me Show You                  | 7              | 4                  | 11    | 6      | 482      | 4        | 10    | 7     |
| 10    | Ištvan Kvik & Ellada | Please Don't Cry                 | 8              | 6                  | 14    | 7      | 678      | 5        | 12    | 5     |

#### Émission 5 (6 février 2016)
La cinquième émission constituant cette sélection nationale présentera les artistes n'ayant pas chanson lorsqu'ils ont décidé de concourir. Les dix chansons encore en lice seront en compétition. Cette émission est filmée le 2 février 2016. Les membres du jury lituanien sont Darius Užkuraitis, Gintaras Rinkevičius, Ramūnas Zilnys et Olegas Aleksejevas. Le jury international est composé de Denis Ingoldsby, Karlis Auzans et Dave Holmes. Huit chansons seront qualifiées tandis que les deux dernières sont éliminées.
| Ordre | Artiste              | Chanson                   | Jury           | Jury               | Jury  | Jury   | Télévote | Télévote | Total | Place |
| Ordre | Artiste              | Chanson                   | Jury lituanien | Jury international | Total | Points | Voix     | Points   | Total | Place |
| ----- | -------------------- | ------------------------- | -------------- | ------------------ | ----- | ------ | -------- | -------- | ----- | ----- |
| 1     | Baiba                | Mayday                    | 1              | 7                  | 8     | 4      | 167      | 1        | 5     | 10    |
| 2     | Berta Timinskaitė    | Stars in a Rainbow        | 3              | 5                  | 8     | 4      | 399      | 4        | 8     | 9     |
| 3     | Ieva Zasimauskaitė   | Life (Not That Beautiful) | 6              | 12                 | 18    | 10     | 413      | 5        | 15    | 3     |
| 4     | Neringa Šiaudikytė   | Never Knew Love           | 8              | 6                  | 14    | 7      | 180      | 2        | 9     | 7     |
| 5     | 4 Roses              | Butterfly                 | 7              | 10                 | 17    | 8      | 484      | 6        | 14    | 4     |
| 6     | Ruslanas Kirilkinas  | In My World               | 10             | 4                  | 14    | 7      | 986      | 10       | 17    | 2     |
| 7     | Aistė Pilvelytė      | You Bet                   | 12             | 8                  | 20    | 12     | 1 682    | 12       | 24    | 1     |
| 8     | Saulenė Chlevickaitė | Strong                    | 5              | 5                  | 10    | 6      | 635      | 8        | 14    | 5     |
| 9     | Milda Martinkėnaitė  | If Tomorrow Never Comes   | 2              | 3                  | 5     | 3      | 566      | 7        | 10    | 6     |
| 10    | E.G.O.               | Long Way From Home        | 4              | 5                  | 9     | 5      | 265      | 3        | 8     | 8     |

#### Émission 6 (13 février 2016)
La sixième émission constituant cette sélection nationale présentera les artistes ayant déjà proposés leur chanson. Les huit chansons encore en lice seront en compétition. Cette émission est filmée le 9 février 2016. Les membres du jury lituanien sont Darius Užkuraitis, Gintaras Rinkevičius, Ramūnas Zilnys et Olegas Aleksejevas. Les membres du jury international sont Peter Freudenthaler, Karlis Auzans et Syron. Cinq chansons sont qualifiées tandis que les trois dernières sont éliminées.
| Ordre | Artiste              | Chanson                          | Jury           | Jury               | Jury  | Jury   | Télévote | Télévote | Total | Place |
| Ordre | Artiste              | Chanson                          | Jury lituanien | Jury international | Total | Points | Voix     | Points   | Total | Place |
| ----- | -------------------- | -------------------------------- | -------------- | ------------------ | ----- | ------ | -------- | -------- | ----- | ----- |
| 1     | Valdas Lacko         | Stay Tonight                     | 5              | 6                  | 11    | 7      | 1 348    | 8        | 15    | 4     |
| 2     | Catrinah             | Be Free                          | 7              | 7                  | 14    | 8      | 1 102    | 6        | 14    | 5     |
| 3     | Ištvan Kvik & Ellada | Please Don't Cry                 | 8              | 3                  | 11    | 7      | 729      | 5        | 12    | 6     |
| 4     | Donny Montell        | I've Been Waiting for This Night | 12             | 12                 | 24    | 12     | 1 234    | 7        | 19    | 3     |
| 5     | Eglė Jakštytė        | Let Me Show You                  | 6              | 4                  | 10    | 6      | 622      | 4        | 10    | 7     |
| 6     | Erica Jennings       | Leading Me Home                  | 10             | 10                 | 20    | 10     | 1 474    | 10       | 20    | 2     |
| 7     | Petunija             | Tomorrow                         | 5              | 5                  | 10    | 6      | 508      | 3        | 9     | 8     |
| 8     | Rūta Ščiogolevaitė   | United                           | 12             | 8                  | 20    | 10     | 1 808    | 12       | 22    | 1     |

#### Émission 7 (20 février 2016)
La septième émission constituant cette sélection nationale présentera les artistes qui n'avaient pas de chanson lors de leur candidature. Les huit chansons encore en lice seront en compétition. Cette émission est filmée le 15 février 2016. Les membres du jury lituanien sont Darius Užkuraitis, Gintaras Rinkevičius, Ramūnas Zilnys et Dalia Ibelhauptaitė. Les membres du jury international sont Will Wells, Denis Ingoldsby et Karl Frierson. Cinq chansons sont qualifiées tandis que les trois dernières sont éliminées.
| Ordre | Artiste              | Chanson                   | Jury           | Jury               | Jury  | Jury   | Télévote | Télévote | Total | Place |
| Ordre | Artiste              | Chanson                   | Jury lituanien | Jury international | Total | Points | Voix     | Points   | Total | Place |
| ----- | -------------------- | ------------------------- | -------------- | ------------------ | ----- | ------ | -------- | -------- | ----- | ----- |
| 1     | E.G.O.               | Long Way From Home        | 4              | 5                  | 9     | 5      | 315      | 3        | 8     | 8     |
| 2     | 4 Roses              | Butterfly                 | 5              | 4                  | 9     | 5      | 763      | 7        | 12    | 6     |
| 3     | Ieva Zasimauskaitė   | Life (Not That Beautiful) | 7              | 12                 | 19    | 10     | 844      | 8        | 18    | 2     |
| 4     | Aistė Pilvelytė      | You Bet                   | 12             | 10                 | 22    | 12     | 1,577    | 12       | 24    | 1     |
| 5     | Ruslanas Kirilkinas  | In My World               | 10             | 7                  | 17    | 8      | 988      | 10       | 18    | 3     |
| 6     | Milda Martinkėnaitė  | If Tomorrow Never Comes   | 5              | 5                  | 10    | 6      | 686      | 6        | 12    | 5     |
| 7     | Neringa Šiaudikytė   | Never Knew Love           | 8              | 6                  | 14    | 7      | 524      | 4        | 11    | 7     |
| 8     | Saulenė Chlevickaitė | Strong                    | 6              | 8                  | 14    | 7      | 644      | 5        | 12    | 4     |

#### Émission 8 (27 février 2016)
La huitième émission constituant cette sélection nationale présentera les dix artistes encore en compétition. Cette émission est filmée le 23 février 2016. Les membres du jury lituanien sont Darius Užkuraitis, Gintaras Rinkevičius, Ramūnas Zilnys et Justė Arlauskaitė. Les membres du jury international sont Will Wells, Dave Holmes et Karl Frierson et le groupe Brainstorm. Huit chansons sont qualifiées pour la demi-finale tandis que les deux dernières sont éliminées.
| Ordre | Artiste              | Chanson                          | Jury           | Jury               | Jury  | Jury   | Télévote | Télévote | Total | Place |
| Ordre | Artiste              | Chanson                          | Jury lituanien | Jury international | Total | Points | Voix     | Points   | Total | Place |
| ----- | -------------------- | -------------------------------- | -------------- | ------------------ | ----- | ------ | -------- | -------- | ----- | ----- |
| 1     | Catrinah             | Be Free                          | 5              | 4                  | 9     | 5      | 1 042    | 4        | 9     | 7     |
| 2     | Ruslanas Kirilkinas  | In My World                      | 6              | 7                  | 13    | 7      | 1 042    | 4        | 11    | 6     |
| 3     | Milda Martinkėnaitė  | If Tomorrow Never Comes          | 3              | 6                  | 9     | 5      | 839      | 2        | 7     | 9     |
| 4     | Erica Jennings       | Leading Me Home                  | 8              | 6                  | 14    | 8      | 2 214    | 8        | 16    | 3     |
| 5     | Saulenė Chlevickaitė | Strong                           | 2              | 3                  | 5     | 4      | 643      | 1        | 5     | 10    |
| 6     | Aistė Pilvelytė      | You Bet                          | 10             | 8                  | 18    | 10     | 1 830    | 7        | 17    | 2     |
| 7     | Valdas Lacko         | Stay Tonight                     | 1              | 3                  | 4     | 3      | 1 211    | 5        | 8     | 8     |
| 8     | Rūta Ščiogolevaitė   | United                           | 7              | 5                  | 12    | 6      | 2 287    | 10       | 16    | 4     |
| 9     | Donny Montell        | I've Been Waiting for This Night | 12             | 12                 | 24    | 12     | 2 309    | 12       | 24    | 1     |
| 10    | Ieva Zasimauskaitė   | Life (Not That Beautiful)        | 4              | 10                 | 14    | 8      | 1 474    | 6        | 14    | 5     |

#### Demi-finale (5 mars 2016)
La demi-finale de la compétition a eu lieu le 5 mars 2016. Les huit artistes encore en lice concourraient pour cette première émission en direct. Pour cette émission, le jury se compose uniquement d'un jury lituanien ; aucun jury international n'est inclus. Ce jury lituanien est composé de Darius Užkuraitis, Dalia Ibelhauptaitė, Ramūnas Zilnys, Justė Arlauskaitė et Tomas Sinickis. Six chansons sont qualifiées pour la finale et deux sont éliminées.
| Ordre | Artiste             | Chanson                          | Jury | Télévote | Télévote | Total | Place |
| Ordre | Artiste             | Chanson                          | Jury | Voix     | Points   | Total | Place |
| ----- | ------------------- | -------------------------------- | ---- | -------- | -------- | ----- | ----- |
| 1     | Ieva Zasimauskaitė  | Life (Not That Beautiful)        | 6    | 1 843    | 6        | 12    | 5     |
| 2     | Valdas Lacko        | Stay Tonight                     | 3    | 1 102    | 3        | 6     | 8     |
| 3     | Catrinah            | Be Free                          | 4    | 1 307    | 4        | 8     | 7     |
| 4     | Erica Jennings      | Leading Me Home                  | 12   | 3 021    | 12       | 24    | 1     |
| 5     | Donny Montell       | I've Been Waiting for This Night | 10   | 2 727    | 10       | 20    | 2     |
| 6     | Aistė Pilvelytė     | You Bet                          | 7    | 1 911    | 7        | 14    | 4     |
| 7     | Ruslanas Kirilkinas | In My World                      | 5    | 1 385    | 5        | 10    | 6     |
| 8     | Rūta Ščiogolevaitė  | United                           | 8    | 2 374    | 8        | 16    | 3     |

#### Finale (12 mars 216)
La finale a eu lieu le 12 mars 2016. Les six derniers artistes en course participent. Pour la finale, le jury est composé de six membres lituaniens — Ramūnas Zilnys, Nomeda Kazlaus, Dalia Ibelhauptaitė, Justė Arlauskaitė, Tomas Sinickis et Vaidas Baumila — et de trois membres internationaux — Peter Freudenthaler, Denis Ingoldsby et Syron —. La finale est remportée par Donny Montell et sa chanson I've Been Waiting for This Night, remportant la note maximale à la fois des jurys et du télévote. Ils représenteront donc la Lituanie à l'Eurovision 2016.
| Ordre | Artiste             | Chanson                          | Jury | Télévote | Télévote | Total | Place |
| Ordre | Artiste             | Chanson                          | Jury | Voix     | Points   | Total | Place |
| ----- | ------------------- | -------------------------------- | ---- | -------- | -------- | ----- | ----- |
| 1     | Ruslanas Kirilkinas | Ilgiuosi                         | 5    | 1 756    | 5        | 10    | 6     |
| 2     | Ieva Zasimauskaitė  | Life (Not That Beautiful)        | 7    | 3 558    | 6        | 13    | 4     |
| 3     | Aistė Pilvelytė     | You Bet                          | 6    | 4 826    | 7        | 13    | 5     |
| 4     | Erica Jennings      | Leading Me Home                  | 10   | 13 854   | 10       | 20    | 2     |
| 5     | Rūta Ščiogolevaitė  | United                           | 8    | 7 293    | 8        | 16    | 3     |
| 6     | Donny Montell       | I've Been Waiting for This Night | 12   | 18 962   | 12       | 24    | 1     |

## À l'Eurovision
La Lituanie a participé à la deuxième demi-finale, le 12 mai 2016. Arrivé 4e avec 222 points, le pays se qualifie pour la finale où il arrive 9e avec 200 points.